# Elaphropoda erratica
Elaphropoda erratica är en biart som först beskrevs av Maurits Anne Lieftinck 1944.  Elaphropoda erratica ingår i släktet Elaphropoda och familjen långtungebin. Inga underarter finns listade i Catalogue of Life.